# Alexander von Winiwarter
Alexander von Winiwarter (ur. 22 kwietnia 1848 w Wiedniu, zm. 31 października 1917 w Liège) – austriacko-belgijski lekarz, chirurg. Jego bratem był lekarz Felix von Winiwarter (1852-1931). 

## Życiorys
Alexander Winiwarter otrzymał dyplom lekarza w 1870 na Uniwersytecie Wiedeńskim, po czym pracował w klinice chirurgicznej u Theodora Billrotha.  Habilitację obronił w 1875 roku. Następnie został ordynatorem chirurgii w Kronprinz-Rudolf-Kinderspitals. W 1878 przeniósł się do Belgii, gdzie został profesorem chirurgii na Uniwersytecie w Liège i otrzymał obywatelstwo belgijskie.
Jako pierwszy stosował odpowiedni ucisk i masaż w leczeniu obrzęków limfatycznych.